# Kosmos 2228
Kosmos 2228, ruski ELINT (radioelektronsko izviđanje) satelit iz programa Kosmos. Vrste je Celina-D (Ikar br. 69L).
Lansiran je 25. prosinca 1992. godine u 20:07 s kozmodroma Pljesecka, startnoga kompleksa br. 32. Lansiran je u nisku orbitu oko planeta Zemlje raketom nosačem Ciklon-3 11K68. Orbita mu je 632 km u perigeju i 668 km u apogeju. Orbitni nagib je 82,52°. Spacetrackov kataloški broj je 22286. COSPARova oznaka je 1992-094-A. Zemlju obilazi za 97,72 minute. Pri lansiranju bio je mase 2000 kg. 
Tijekom misije otpalo je jedan dio koji je ostao u orbiti, kao i glavni satelit.

## Vanjske poveznice
- N2YO.com Search Satellite Database
- Celes Trak SATCAT Format Documentation (engl.)